# سام کریون
سام کریون (انگلیسی: Sam Craven؛ زادهٔ ۲۷ سپتامبر ۱۹۸۸) بازیکن فوتبال اهل بریتانیا است.
از باشگاه‌هایی که در آن بازی کرده‌است می‌توان به باشگاه فوتبال منزفیلد تاون و باشگاه فوتبال بوستون یونایتد اشاره کرد.